# Oussama Abdeldjelil
Oussama Abdeldjelil, né le 23 juin 1993 à Remchi en Algérie, est un footballeur algérien qui évolue au poste d'attaquant.

## Biographie

### Début en France et en Ligue 1 algérienne
Après être passé par plusieurs clubs français de quatrième division, Oussama Abdeldjelil signe en faveur du JS Kabylie qui évolue en première division algérienne en janvier 2015. Il joue son premier match professionnel le 20 janvier en étant titulaire contre le MC Oran. Au total, il prend part à treize matchs lors de la deuxième partie de saison.
Il revient dès l'été suivant à l'AS Saint-Priest, en CFA2 mais après seulement six mois, il retourne en première division algérienne en signant en faveur du DRB Tadjenanet. Il n'y joue que quatre matchs et revient à l'AS Saint-Priest l'été suivant. 
Très souvent buteur lors de la saison 2016-2017, il est recruté par le Dijon FCO pour jouer avec l'équipe réserve. Après six mois, il signe en faveur du SO Cholet qui évolue en National. 

### Passage en National et Ligue 2
Dès son second match en troisième division française, il se fait remarquer marquant et offrant une passe décisive lors d'une victoire trois buts à un contre Lyon Duchère. Au total, il marque à douze reprise en vingt-quatre matchs toutes compétitions confondues et signe en janvier 2019 en Ligue 2 pour la première fois de sa carrière rejoignant l'équipe du Red Star. Il marque dès son premier match de Ligue 2 le seul but de la rencontre contre le RC Lens. Malgré cinq buts en dix rencontres lors des matchs retour, il ne peut empêcher  la relégation du club francilien  qui termine à la dernière place du championnat. Seulement six mois après avoir découvert la Ligue 2, il préfère quitter le club et signe au Paris FC, pensionnaire de Ligue 2 également.
Il peine à trouver une place de titulaire lors de la première partie de saison, et retourne dès l'hiver au SO Cholet en National.
En 2020, il retrouve la première division algérienne avec l'USM Alger. Touché par le coronavirus lors de son arrivée, il manque plusieurs matchs et ne trouve finalement que très peu de temps de jeu à son retour. Il rejoint dès l'hiver l'US Boulogne qui évolue en National.
En 2021, il s'engage avec le SAS Epinal en National 2.
En 2022, il signe au CS Sedan Ardennes en National.

## Statistiques

### En club
| Saison                | Club                  | Championnat           | Championnat | Championnat | Championnat | Coupe(s) nationale(s) | Coupe(s) nationale(s) | Coupe(s) nationale(s) | Supercoupe | Supercoupe | Supercoupe | Total | Total | Total |
| Saison                | Club                  | Division              | M.          | B.          | P.d.        | M.                    | B.                    | P.d.                  | M.         | B.         | P.d.       | M.    | B.    | P.d.  |
| 2013-2014             | Tarbes PF             | CFA                   | 20          | 7           | 0           | 2                     | 2                     | 0                     | -          | -          | -          | 22    | 9     | 0     |
| 2014-2015             | Lyon-La Duchère       | CFA                   | 5           | 1           | 0           | -                     | -                     | -                     | -          | -          | -          | 5     | 1     | 0     |
| 2014-2015             | JS Kabylie            | Ligue 1               | 12          | 0           | 0           | 1                     | 0                     | 0                     | -          | -          | -          | 13    | 0     | 0     |
| 2015-2016             | AS Saint-Priest       | CFA 2                 | 7           | 5           | 0           | 1                     | 1                     | 0                     | -          | -          | -          | 8     | 6     | 0     |
| 2015-2016             | DRB Tadjenanet        | Ligue 1               | 3           | 0           | 0           | 1                     | 0                     | 0                     | -          | -          | -          | 4     | 0     | 0     |
| 2016-2017             | AS Saint-Priest       | CFA 2                 | 15          | 10          | 0           | 1                     | 1                     | 0                     | -          | -          | -          | 16    | 11    | 0     |
| 2017-2018             | Dijon FCO rés.        | National 3            | 9           | 7           | 0           | -                     | -                     | -                     | -          | -          | -          | 9     | 7     | 0     |
| 2017-2018             | SO Cholet             | National              | 9           | 3           | 0           | -                     | -                     | -                     | -          | -          | -          | 9     | 3     | 0     |
| 2018-2019             | SO Cholet             | National              | 12          | 8           | 0           | 3                     | 1                     | 0                     | -          | -          | -          | 15    | 9     | 0     |
| Sous-total            | Sous-total            | Sous-total            | 21          | 11          | 0           | 3                     | 1                     | 0                     | -          | -          | -          | 24    | 12    | 0     |
| 2018-2019             | Red Star              | Ligue 2               | 18          | 5           | 1           | -                     | -                     | -                     | -          | -          | -          | 18    | 5     | 1     |
| 2019-2020             | Paris FC              | Ligue 2               | 14          | 0           | 0           | 5                     | 1                     | 1                     | -          | -          | -          | 19    | 1     | 1     |
| 2019-2020             | SO Cholet             | National              | 3           | 0           | 0           | -                     | -                     | -                     | -          | -          | -          | 3     | 0     | 0     |
| 2020-2021             | USM Alger             | Ligue 1               | 3           | 0           | 0           | -                     | -                     | -                     | 1          | 0          | 0          | 4     | 0     | 0     |
| 2020-2021             | US Boulogne           | National              | 9           | 2           | 0           | 3                     | 4                     | 0                     | -          | -          | -          | 12    | 6     | 0     |
| 2021-2022             | SAS Epinal            | National 2            | 15          | 7           | 0           | 1                     | 1                     | 0                     | -          | -          | -          | 16    | 8     | 0     |
| 2022-2023             | SAS Epinal            | National 2            | 5           | 2           | 0           | -                     | -                     | -                     | -          | -          | -          | 5     | 2     | 0     |
| Sous-total            | Sous-total            | Sous-total            | 20          | 9           | 0           | 1                     | 1                     | 0                     | -          | -          | -          | 21    | 10    | 0     |
| 2022-2023             | CS Sedan Ardennes     | National              | 20          | 1           | 1           | 2                     | 0                     | 0                     | -          | -          | -          | 22    | 1     | 1     |
| 2023-2024             | SO Cholet             | National              | 28          | 6           | 2           | 3                     | 1                     | 0                     | -          | -          | -          | 31    | 7     | 2     |
| 2024-2025             | Nîmes Olympique       | National              | 30          | 16          | 2           | 1                     | 0                     | 0                     | -          | -          | -          | 31    | 16    | 2     |
| Total sur la carrière | Total sur la carrière | Total sur la carrière | 237         | 80          | 6           | 24                    | 12                    | 1                     | 1          | 0          | 0          | 262   | 92    | 7     |

## Palmarès
Il est champion de CFA 2 en 2017 avec l'AS Saint-Priest et champion de CFA en 2023 avec le SAS Epinal.
Il est également finaliste de la Supercoupe d'Algérie en 2020 avec l'USM Alger.